# Mistrovství Jižní Ameriky ve fotbale 1917
Mistrovství Jižní Ameriky ve fotbale 1917 bylo druhým mistrovství pořádané fotbalovou asociací CONMEBOL. Vítězem se stala Uruguayská fotbalová reprezentace, která tak obhájila titul z minulého mistrovství.

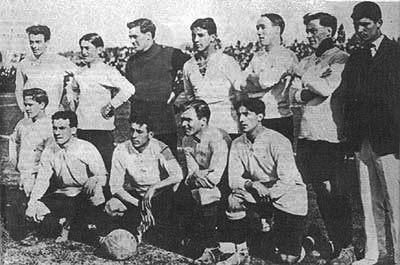
Uruguayská fotbalová reprezentace.

## Tabulka
| Tým       | Z | V | R | P | VG | IG | +/- | B |
| --------- | - | - | - | - | -- | -- | --- | - |
| Uruguay   | 3 | 3 | 0 | 0 | 9  | 0  | +9  | 6 |
| Argentina | 3 | 2 | 0 | 1 | 5  | 3  | +2  | 4 |
| Brazílie  | 3 | 1 | 0 | 2 | 7  | 8  | -1  | 2 |
| Chile     | 3 | 0 | 0 | 3 | 0  | 10 | -10 | 0 |

## Zápasy
| 30. září 1917                              |     |       |                                                                  |
| Uruguay                                    | 4–0 | Chile | Parque Pereira, Montevideo rozhodčí: Germán Guassone (Argentina) |
| C. Scarone 20', 62' (pen.) Romano 44', 75' |     |       | Parque Pereira, Montevideo rozhodčí: Germán Guassone (Argentina) |

| 3. října 1917                                           |     |                            |                                                           |
| Argentina                                               | 4–2 | Brazílie                   | Parque Pereira, Montevideo rozhodčí: Carlos Fanta (Chile) |
| Calomino 15' Ohaco 56' (pen.), 58' (pen.) A. Blanco 80' |     | Neco 8' Lagreca 39' (pen.) | Parque Pereira, Montevideo rozhodčí: Carlos Fanta (Chile) |

| 6. října 1917    |     |       |                                                                 |
| Argentina        | 1–0 | Chile | Parque Pereira, Montevideo rozhodčí: Álvaro Saralegui (Uruguay) |
| García 76' (vl.) |     |       | Parque Pereira, Montevideo rozhodčí: Álvaro Saralegui (Uruguay) |

| 7. října 1917                                |     |          |                                                                  |
| Uruguay                                      | 4–0 | Brazílie | Parque Pereira, Montevideo rozhodčí: Germán Guassone (Argentina) |
| H. Scarone 8' Romano 17', 77' C. Scarone 86' |     |          | Parque Pereira, Montevideo rozhodčí: Germán Guassone (Argentina) |

| 12. října 1917                                    |     |       |                                                                  |
| Brazílie                                          | 5–0 | Chile | Parque Pereira, Montevideo rozhodčí: Ricardo Vallarino (Uruguay) |
| Caetano 21' Neco 23' Haroldo 26', 59' Amílcar 41' |     |       | Parque Pereira, Montevideo rozhodčí: Ricardo Vallarino (Uruguay) |

| 14. října 1917 |     |           |                                                               |
| Uruguay        | 1–0 | Argentina | Parque Pereira, Montevideo rozhodčí: Juan Livingstone (Chile) |
| H. Scarone 62' |     |           | Parque Pereira, Montevideo rozhodčí: Juan Livingstone (Chile) |